# Santa Margarida de Tortafè
Santa Margarida de Tortafè és una obra de Santa Maria de Merlès (Berguedà) inclosa a l'Inventari del Patrimoni Arquitectònic de Catalunya.

## Descripció
Església esfondrada de la qual només en queda la capçalera. Era una construcció d'una sola nau de 6,65 m de llarg i 3,5 m d'amplada, rematada per l'absis semicircular. L'aparell és de grans blocs de pedra ben treballats, sense polir i posats a fileres. L'absis semicircular, perfectament orientat a llevant, s'ornamentava amb bandes llombardes i possiblement també amb un fris d'arcuacions cegues.

## Història
L'església enrunada de Santa Margarida de Tortafé devia pertànyer a la masia de Tortafé, avui abandonada i propera a l'església. Es devia trobar en l'antic terme del castell de Merlès o en el de Gaià. En la documentació no apareix mai com a parròquia ni com a sufragània, així que segurament mai va passar de capella rural. Aviat va ser abandonada i quedà en ruïnes degut al despoblament del territori. A prop de l'església hi ha unes ruïnes, possiblement són vestigis de les cases d'un poblat de l'Alta Edat Mitjana.